# Lettere da Berlino
Lettere da Berlino (Alone in Berlin) è un film del 2016 scritto e diretto da Vincent Pérez, basato sul romanzo Ognuno muore solo di Hans Fallada, a sua volta tratto dalla vera storia di Otto ed Elise Hampel.

## Trama
Berlino, 1940. Alla conclusione della campagna militare che ha permesso alle truppe tedesche di occupare la Francia, una lettera della Wehrmacht arriva ai Quangel, coniugi di estrazione operaia. Essa porta la notizia della morte del loro unico figlio Hans sul fronte francese. Caduto per la Germania e in nome del Führer, egli era la ragione di vita di Otto e Anna e da quel momento tutto cambia.
Otto e Anna, in pieno accordo tra loro, iniziano una personale e silenziosa protesta con i loro scarsi mezzi, usando lettere, cartoncini e cartoline.
Seppur in modo semplice, agiscono con grande intelligenza e prudenza. Lui scrive messaggi semplici e di protesta contro il regime, utilizzando sempre guanti per non lasciare impronte e camuffando la propria calligrafia per non destare sospetto. 
Otto inizia così a lasciare messaggi antinazisti in molti quartieri di Berlino, che giornalmente deposita in luoghi della città dove spera possano essere trovati dai passanti. La speranza dei due coniugi è quella di risvegliare la coscienza tedesca e di porre fine alla follia hitleriana. Uno dei messaggi recita:
Tuttavia, man mano che la gente trova e legge queste lettere, esse vengono consegnate immediatamente alla Gestapo. Delle indagini viene incaricato l'ispettore Escherich, che incomincia una caccia all'uomo destinata a durare per oltre due anni. Dopo aver scritto 285 lettere, e mentre vengono fatti inutili tentativi di rintracciare l'autore, talvolta anche con esiti tragici coinvolgendo persone innocenti, Otto commette un errore e si fa scoprire.
Viene arrestato, interrogato e infine processato assieme alla moglie. La sentenza per entrambi è di morte.
Dopo l'esecuzione della coppia, l'ispettore Escherich prende in mano l'intero plico delle lettere nel proprio ufficio, le guarda e riflette sulla vicenda. Si rende conto di essere l'unico ad averle lette tutte, tranne le diciotto mai ritrovate. A quel punto le lancia dalla finestra e mentre queste volano nell'aria della notte si uccide con un colpo di pistola. Le lettere intanto cadono sulla strada ed i passanti iniziano a raccoglierle e a leggerle.

## Distribuzione
Il film è stato presentato il 15 febbraio 2016 al Festival di Berlino, ed è uscito nelle sale tedesche l'8 settembre dello stesso anno, mentre l'uscita nelle sale italiane ha avuto luogo il 13 ottobre 2016.

## Riferimenti storici
La vicenda ha tratti in comune con i fatti tragici che hanno caratterizzato il gruppo della Rosa Bianca. La storia della coppia presentata nel libro e nel film è basata su due persone realmente esistite, Otto ed Elise Hampel, a cui Fallada si era ispirato per il romanzo originale.